# Persona (Satellit)

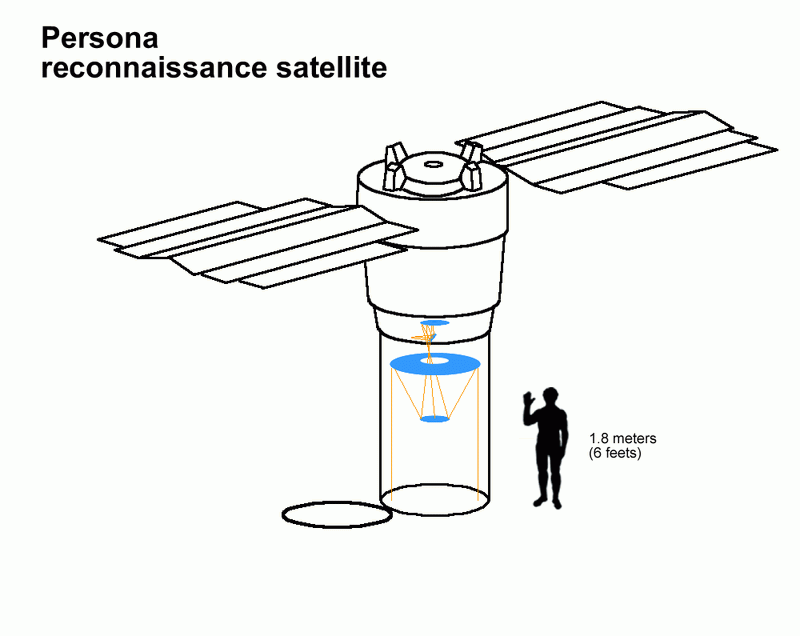
Persona Satellit

Persona (russisch Персона, GRAU-Index 14F137, auch Kvarts) ist die Bezeichnung einer neuen Generation russischer optisch-elektronischer Aufklärungssatelliten. Persona wird von ZSKB-Progress in Samara gebaut und basiert vermutlich entweder auf einem neu entworfenen Antriebs- und Servicemodul oder aber der Konstruktion des Resurs-DK-Erdbeobachtungssatelliten, welcher wiederum eine modernisierte Version des Neman-Aufklärers ist. Die Nutzlast (Teleskop und Sensoren) wird bei Lomo hergestellt und soll eine Abwandlung der Nutzlast der Araks-Satelliten sein. Die Startmasse liegt im Bereich von sieben Tonnen. Als geplante Lebensdauer werden sieben Jahre angegeben.

## Startliste
| Nr. | Bezeichnung | Datum (UTC)         | NSSDC-ID  | Trägerrakete | Startplatz    | Bemerkung |
| --- | ----------- | ------------------- | --------- | ------------ | ------------- | --- |
| 1   | Kosmos 2441 | 26. Juli 2008 18:31 | 2008-037A | Sojus 2.1b   | Plessezk 43/4 | spätestens seit Februar 2009 Probleme im Betrieb                                                                                      |
| 2   | Kosmos 2486 | 7. Juni 2013 18:37  | 2013-028A | Sojus 2.1b   | Plessezk 43/4 | Konnte wegen defekten Speichermodulen nicht wie geplant in Betrieb gehen. Im August 2014 eingespielte Software umging diese Probleme. |
| 3   | Kosmos 2506 | 23. Juni 2015 16:44 | 2015-029A | Sojus 2.1b   | Plessezk 43/4 | |

Der Start des ersten Persona-Satelliten war zugleich der erste Start einer Sojus-2.1b von Plessezk. Da die ersten beiden Satelliten nicht wie erwartet funktionierten, wurde im Mai 2014 ein weiterer Satellit der Serie Kobalt-M gestartet. Diese Serie hat eine wesentlich kürzere Lebensdauer und war eigentlich nicht mehr für den Betrieb vorgesehen.